# Парадокс маляра
Парадокс маляра́ — математический парадокс, утверждающий, что тело с бесконечной площадью поверхности можно окрасить конечным количеством краски.
Рассмотрим бесконечную ступенчатую пластинку, состоящую из прямоугольников: первый из них — квадрат со стороной 1 см, второй имеет размеры 0,5 × 2 см, а каждый следующий вдвое у́же и вдвое длиннее предыдущего. Площадь каждого прямоугольника равна 1 см2, а общая площадь пластинки бесконечна.
Чтобы всю её покрасить, потребуется бесконечное (по объёму или массе) количество краски. Рассмотрим тело, получаемое при вращении пластинки вокруг её прямого бесконечного края. Сосуд состоит из цилиндров. Высота k-го цилиндра равна 2k−1 см, радиус — 21−k см, а значит, его объём равен {\displaystyle \pi \left(2^{1-k}\right)^{2}\cdot 2^{k-1}=\pi 2^{1-k}} см3. Таким образом, объёмы цилиндров образуют убывающую геометрическую прогрессию, их сумма конечна и равна 2π см3.
Заполним этот сосуд краской. Погрузим в него данную бесконечную пластинку и вытащим; она будет окрашена конечным количеством краски с двух сторон.

## Разрешение парадокса
Утверждение «для того, чтобы покрасить фигуру бесконечной площади, необходимо бесконечное количество краски» исходит из того, что фигура покрывается слоем краски одинаковой толщины.
Предлагаемый же способ окраски предполагает, что каждый следующий сегмент будет покрыт всё более тонким слоем, так что бесконечная сумма объёмов краски, ушедших на каждый сегмент площадью в 1π см2, будет сходиться к конечному значению.
При этом нужно иметь в виду, что предложенное математическое решение не учитывает тот физический факт, что слой краски не может иметь толщину меньше размера одной молекулы краски. Так как построенный описанным способом сосуд будет книзу сужаться до бесконечно малых диаметров, то при «заливке» краски в такой сосуд эта краска просто не «затечёт» в те его области, диаметр которых меньше диаметра молекулы краски. И тем не менее, с точки зрения математической модели, не учитывающей физические аспекты устройства нашего мира, описанное решение является верным, несмотря на парадоксальность.
Возможно, может показаться абсурдным, что сосуд бесконечной длины может иметь конечный объём (в данном случае 2π), да при этом ещё и вмещать в себя пластинку, площадь которой бесконечна. Но дело в том, что длина, площадь и объём — это разные величины. В математических моделях вполне возможны фигуры, имеющие бесконечную площадь при конечном объёме (или бесконечную длину при конечной площади).

## Более логичное разрешение парадокса
Если считать, что толщина пластины константа и равна 1 мм, то при вращении данных пластин в момент, когда уменьшающаяся грань 1/(2^k), где k=0..infinity, станет меньше толщины пластины, радиус основания цилиндров станет константой равной толщине пластины, а высота цилиндров будет расти, соответственно объём цилиндров начнёт расти, и их сумма будет стремиться к бесконечности. Из этого следует, что сосуд вместит бесконечное количество краски.
Утверждения, приведённые в парадоксе маляра, верны, если считать пластину бесконечно тонкой.